# ZO! Gospel Choir

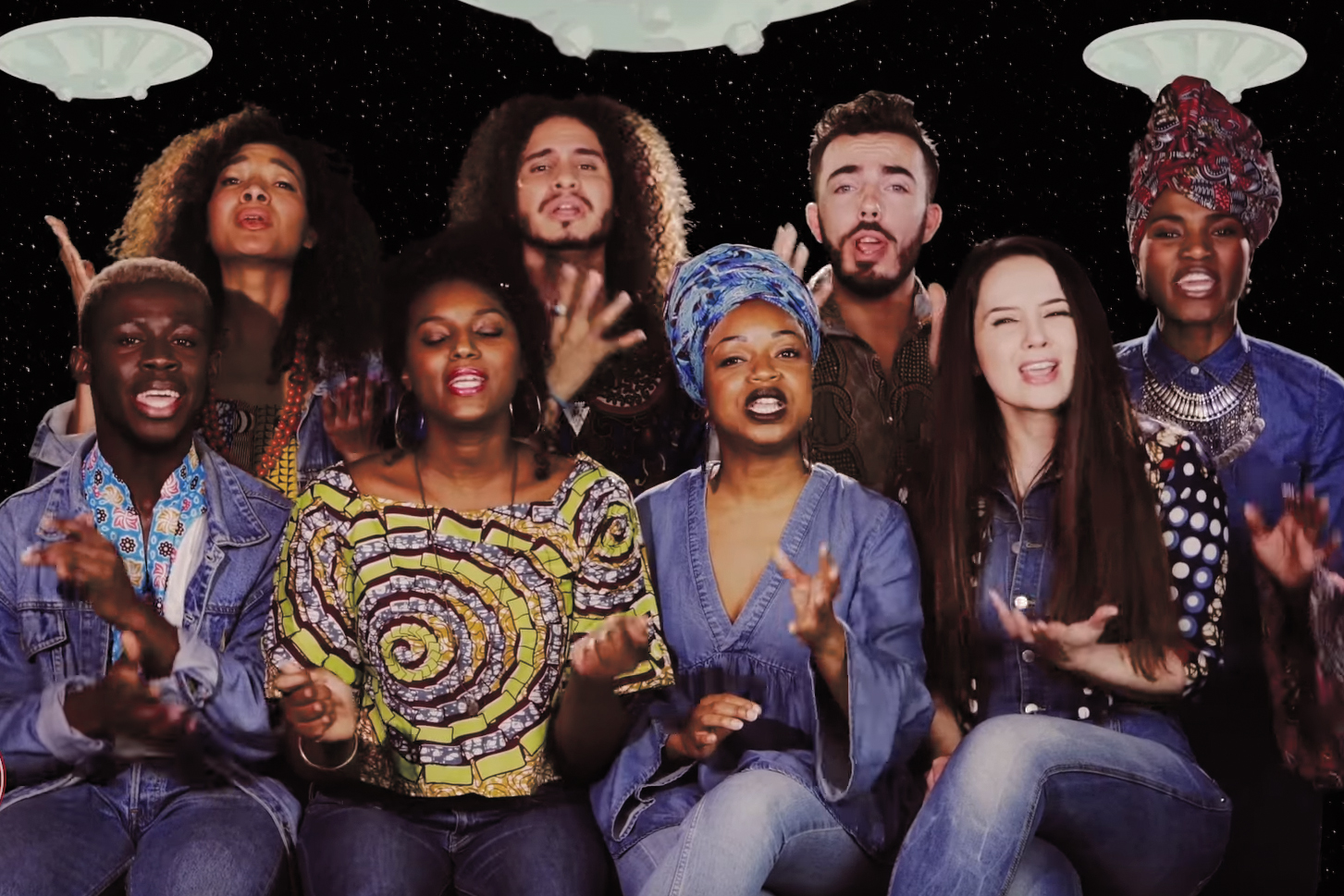
Een aantal leden van het ZO! Gospel Choir.

ZO! Gospel Choir is een Nederlands gospelkoor. Het koor is ontstaan in de Bijlmer en is daarom vernoemd naar Amsterdam Zuidoost (ZO). De Nederlandse zangeressen Berget Lewis en Shirma Rouse hebben de artistieke leiding over het koor en treden regelmatig op met het ZO! Gospel Choir.
Het ZO! Gospel Choir zingt (black) gospel, maar ook allerlei andere genres waaronder soul, r&b, pop en klassiek. De koorleden komen uit heel Nederland en hebben verschillende (etnische) achtergronden.

## Ontstaan
Het ZO! Gospel Choir ontstond in 2010. Donna Lewis en Gordon Cruden kregen het verzoek om koren te programmeren voor het Gospelfestival Amsterdam. Ze konden geen koor vinden dat aan hun wensen voldeed. Ze besloten daarom zelf zangtalenten te zoeken via kerken en via hun eigen netwerk en dat van Berget Lewis, zangeres en zus van Donna Lewis. Na het festival vroeg het tv-programma Korenslag hen om mee te doen aan de competitie. Ze wonnen de Korenslag competitie, en daarna bleef het ZO! Gospel Choir verzoeken krijgen om op te treden.
In 2025 vierde het koor hun vijftienjarig jubileum met een optreden in AFAS Live.

## Optredens en activiteiten
Het ZO! Gospel Choir trad verschillende keren op in een uitverkocht Paradiso en op vele andere podia en festivals, waaronder het Koninklijk Concertgebouw, het North Sea Jazz festival,, Lowlands, Sfinks,, AFAS Live, het Grachtenfestival en het Prinsengrachtconcert.
Ze hebben samengewerkt met veel verschillende artiesten, waaronder Ladies of Soul, Oleta Adams, Mariah Carey, Kamasi Washington, Gregory Porter, Sam Smith, het Metropole Orkest, Typhoon, Anouk, René Froger en Frenna.
Het ZO! Gospel Choir geeft regelmatig concerten rond Kerst en heeft meegewerkt aan verschillende Kerstuitzendingen op tv, zoals het Max Kerstconcert en de Christmas Show. Vast onderdeel van de Kersttournee van het ZO! Gospel Choir is The Christmas Night in het Wilminktheater in Enschede.
Stichting ZO! Gospel Choir biedt zanglessen aan onder de naam ZO! Academy.